# Rio Tassaro

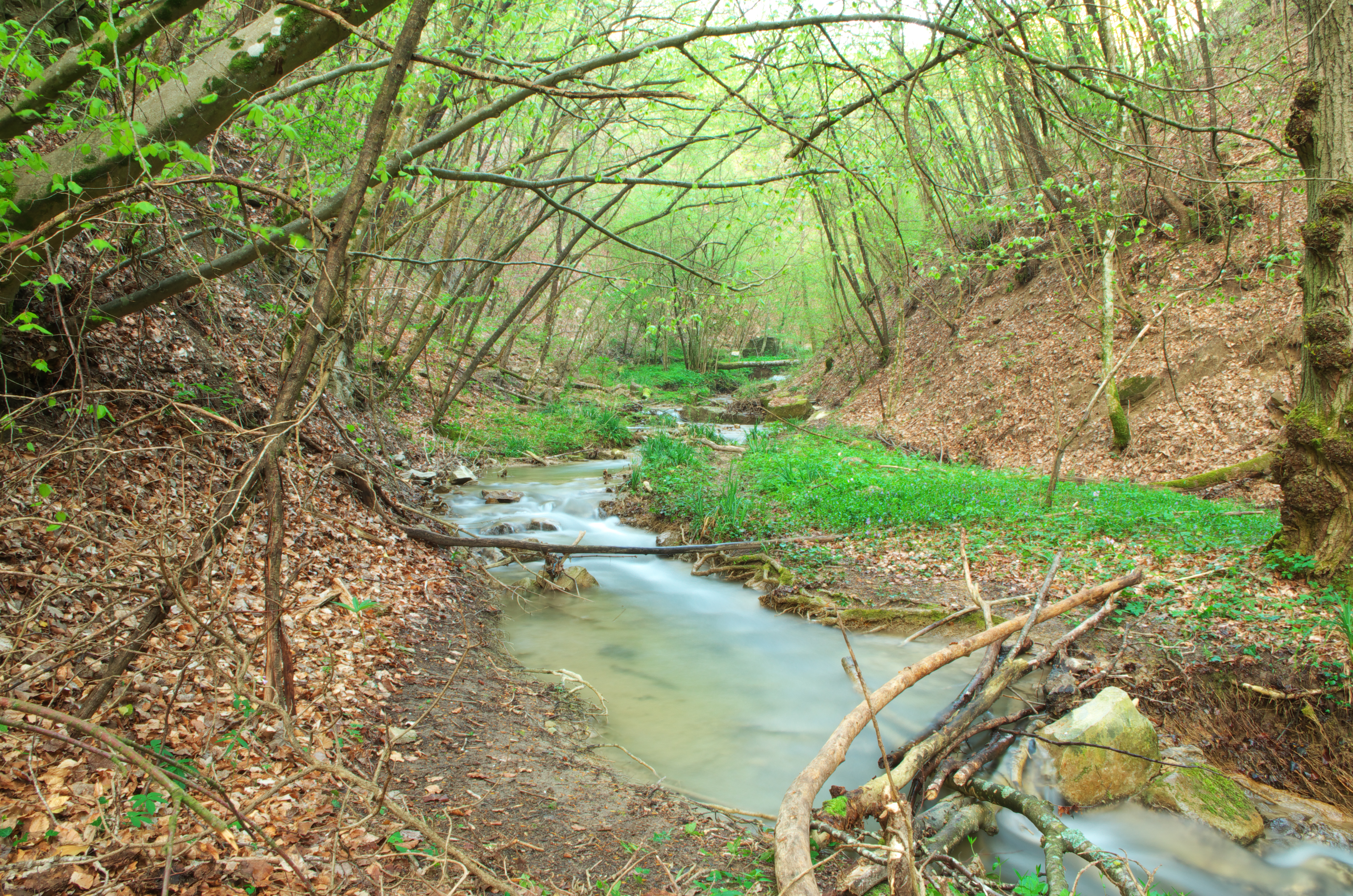

La valle del rio Tassaro è un'area protetta che fa parte del "Paesaggio naturale protetto Collina reggiana - Terre di Matilde" ed è situata nell'Appennino reggiano.

## Descrizione
Il rio Tassaro nasce in corrispondenza della confluenza del rio di Volvata (che ha origine nei pressi di Montte Piano a circa 755 m s.l.m.) e del Fosso Tassarolo (che ha origine nei pressi di Ronchelvetro a circa 760 m s.l.m.) che ha luogo appena a monte dell’ex opificio “il Mulinaccio” a circa 545 m s.l.m.  Questo rio insiste quasi interamente nel territorio del comune di Vetto d'Enza ed è alimentato da numerose sorgenti di acqua limpida che scaturiscono dai fianchi dei monti. Lungo il suo corso si unisce al rio Riolco in corrispondenza del “Mulino della Piagna”. Nel tratto più basso scorre incassato fra ripide pareti rocciose originatesi dall’erosione del substrato geologico costituito in prevalenza da areniti grossolane e medie a componente litica e rappresentato dalla Formazione di Antognola (Membro di Iatica). Poco a valle dell’abitato di Scalucchia dà, inoltre, origine ad una cascata. Dopo poco meno di 5 km di percorso, il rio Tassaro si immette nel torrente Tassobbio in prossimità del Mulino del Chichino (307 m s.l.m.). Nel 2006 il territorio della valle del rio Tassaro è stato riconosciuto come Sito di interesse comunitario (SIC) e Zona speciale di conservazione (ZSC), a seguito della presenza di habitat prioritari di particolare rilevanza ecologica, considerati dall’Unione Europea meritevoli di tutela. Con il termine habitat prioritario si intende un determinato tipo di ambiente nel quale sussistono le condizioni che permettono la sopravvivenza di specie animali e/o vegetali ritenute rare o minacciate. L’istituzione dell’area trae origine dalla Direttiva U.E. n. 43 del 1992 denominata «Habitat» e finalizzata alla conservazione della diversità biologica presente nel territorio dell’Unione. La regione Emilia-Romagna con DGR (Deliberazione della Giunta regionale) n. 1562 del 08/07/2024 ha ampliato l’estensione della ZSC inglobando vaste superfici dell’adiacente valle del torrente Tassobbio. L’area del bacino idrografico del rio Tassaro ricade interamente nel Paesaggio naturale protetto “Collina reggiana - Terre di Matilde”.

## Geografia
Il Rio Tassaro è situato nel comune di Vetto nella provincia di Reggio Emilia. Il confine dell'area tutelata è determinato da elementi fisici quali le cime dei monti intorno alla Val Tassaro.

## Fauna vertebrata
La notevole differenziazione ambientale di questa area si ripercuote positivamente sulla biodiversità della fauna: all'interno di una superficie relativamente piccola, come quella della Zona speciale di conservazione Rio Tassaro, è possibile incontrare una fauna straordinariamente ricca e diversificata con alcune componenti molto rare e preziose dal punto di vista biogeografico e zoologico.

### Anfibi

Esemplare di rana appenninica (Rana italica) del rio Tassaro
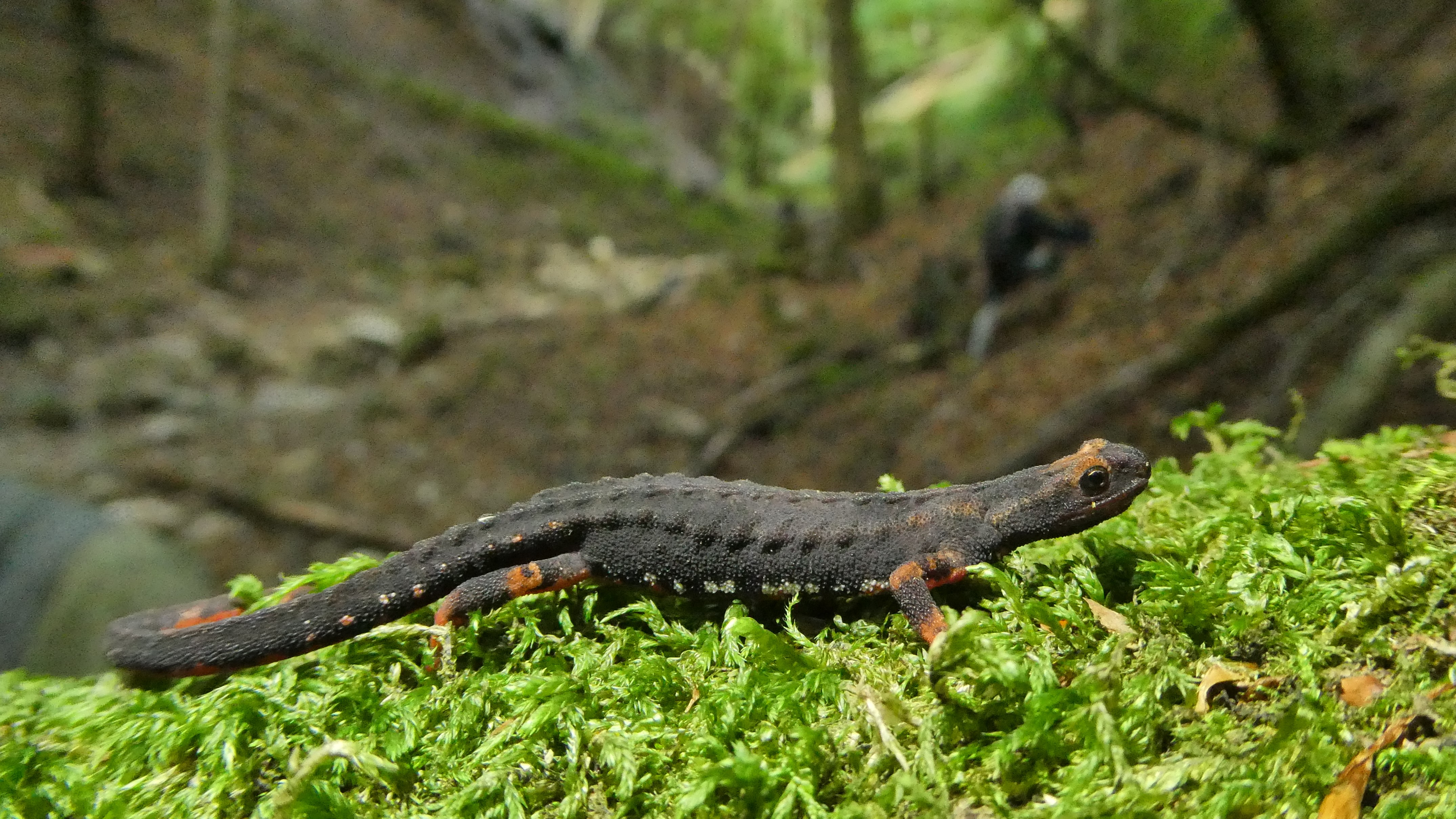
Esemplare di Salamandrina di Savi
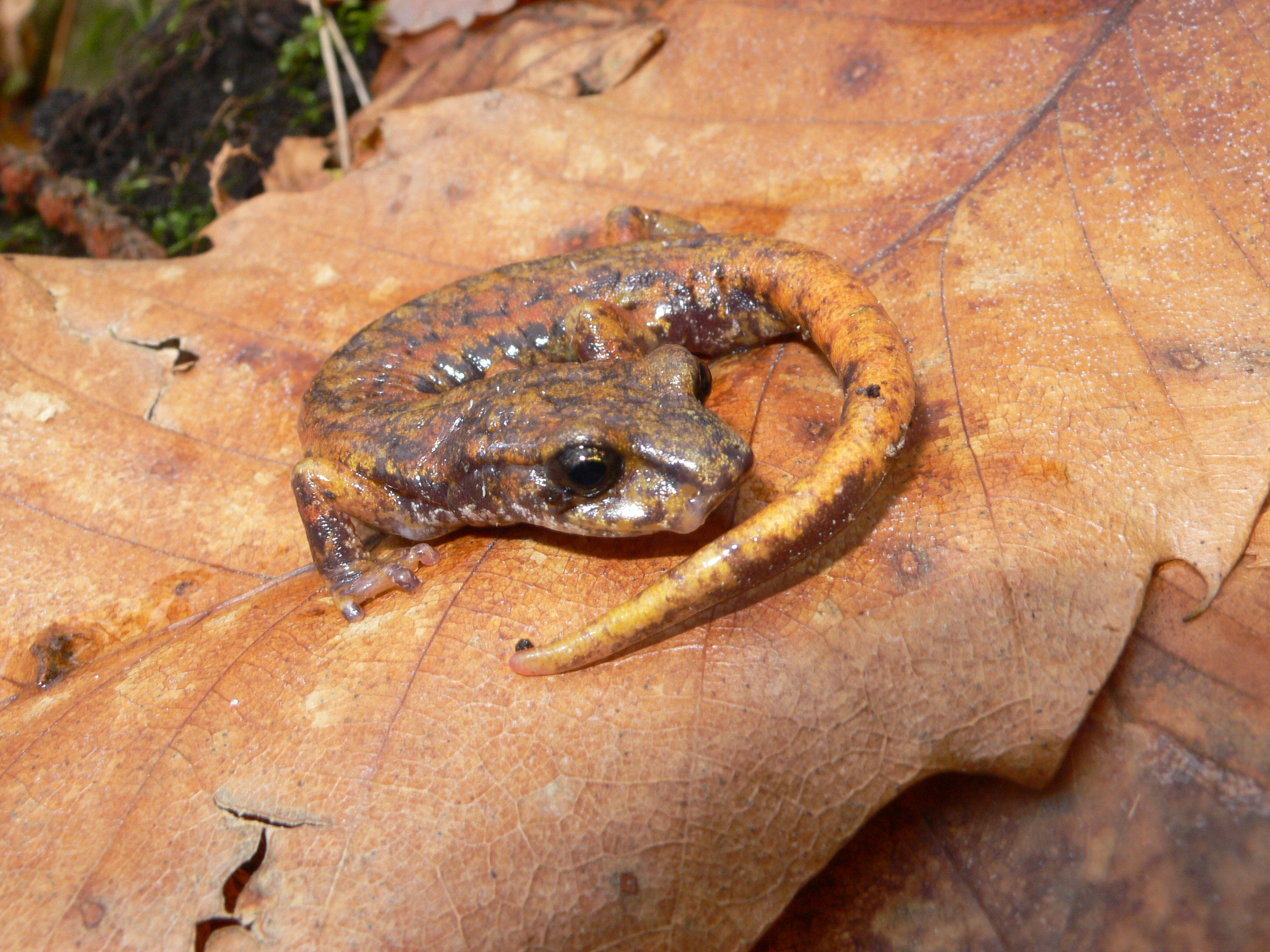
Esemplare di geotritone italiano (maschio adulto)

Non è raro incontrare la rana appenninica (Rana italica), endemica all'Italia che predilige come habitat ruscelli con fondo roccioso e boschi ombrosi. Sempre tra gli anfibi, sono comuni in quest'area la rana agile (Rana dalmatina) e il tritone alpestre (Mesotriton alpestris); recentemente è stata rinvenuta anche una piccola popolazione della rara e piccola salamandrina di Savi (Salamandrina perspicillata). Anche il raro geotritone italiano (Speleomantes italicus)  è stato recentemente rinvenuto in una vallecola attigua al Rio Tassaro; questo anfibio privo di polmoni è anch'esso testimone del grande valore naturalistico di quest'area.

### Rettili

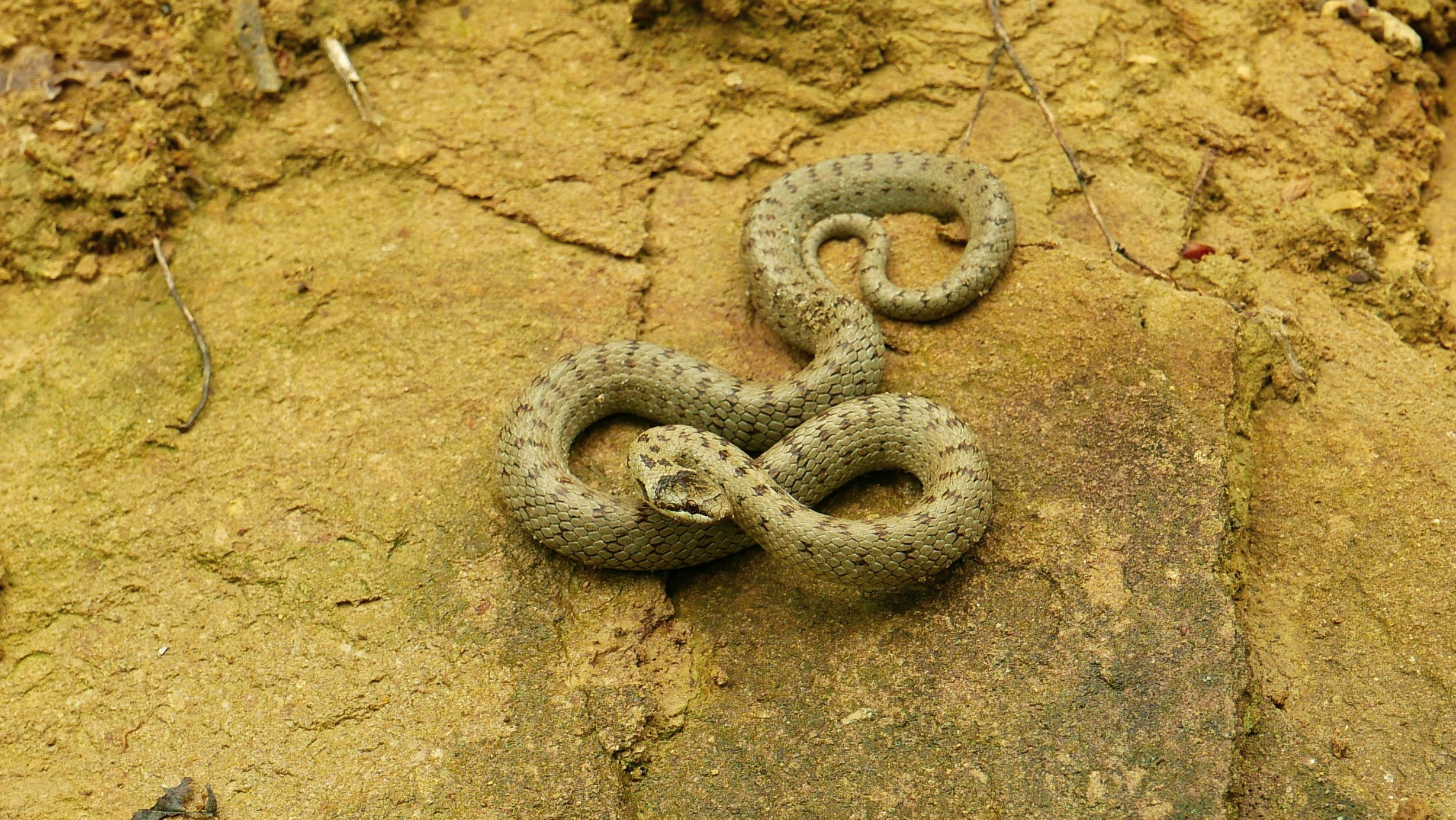
Colubro liscio (Coronella austriaca)

I serpenti più comuni in questo luogo sono il saettone, dalla livrea giallo-verdognola, e il versatile biacco; non rara è anche la vipera comune, che per vivere predilige ambienti ricchi di vegetazione arbustiva come ad esempio i ginepreti. La fauna erpetologica di questo luogo si fregia anche di alcuni rettili molto rari e difficili da osservare in natura come l'elusivo colubro liscio, il raro colubro del Riccioli e l'agilissima luscengola (Chalcides chalcides); più comune è invece l'orbettino italiano (Anguis veronensis), una lucertola che nel corso dell'evoluzione, per motivi adattativi, ha perduto completamente gli arti.

### Mammiferi

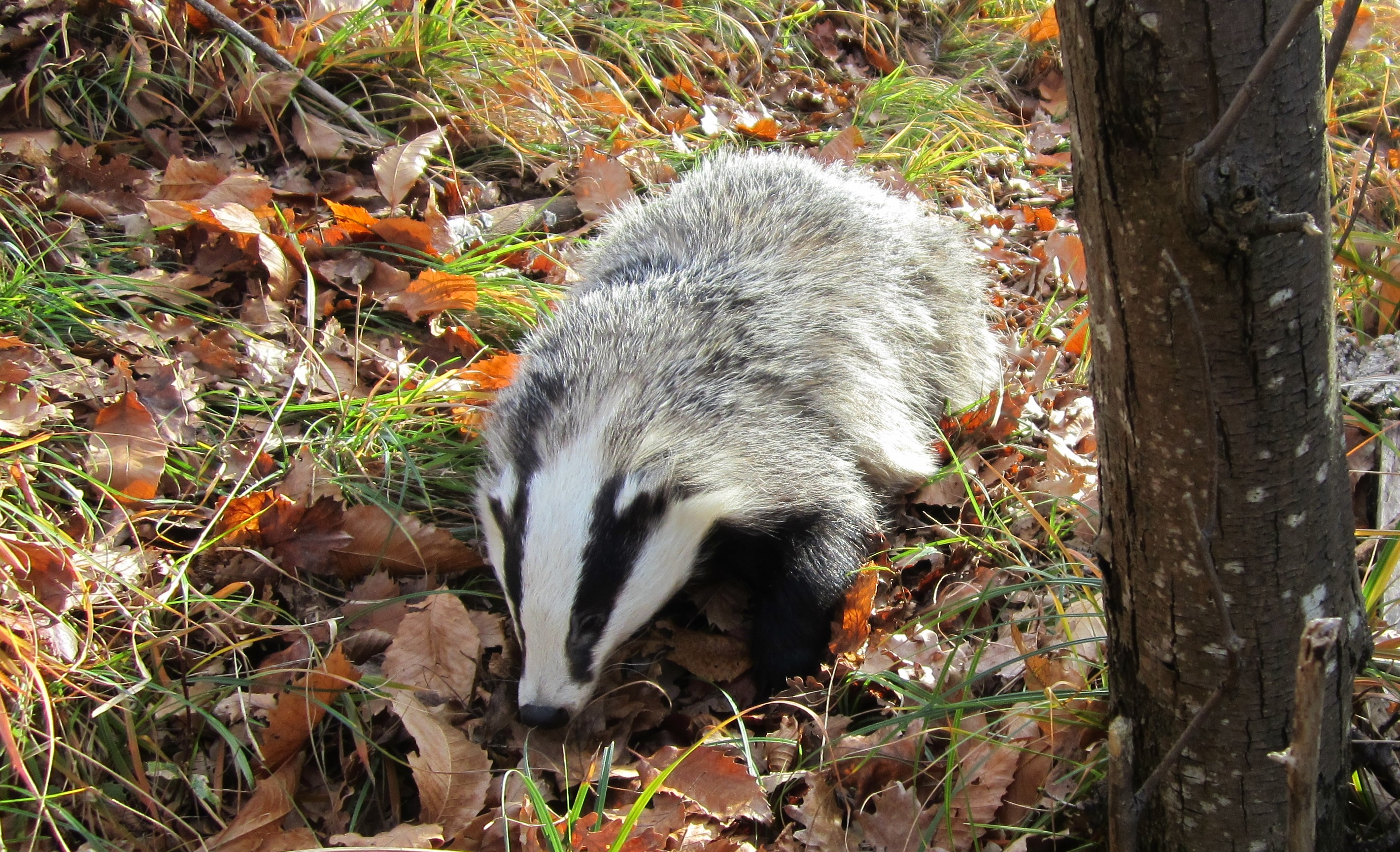
Esemplare di tasso (Meles meles): specie alquanto comune nel Rio Tassaro.

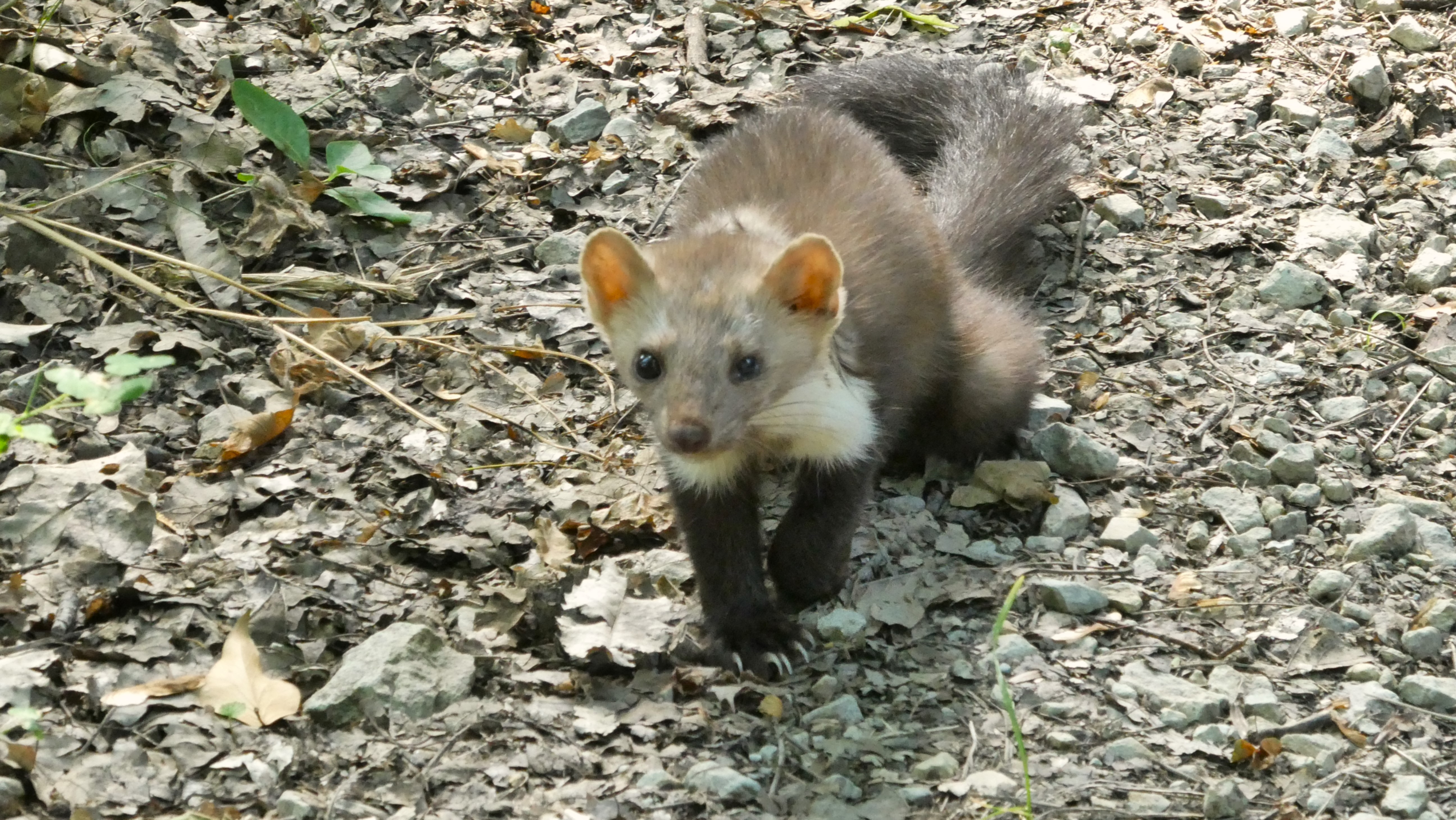
Giovane esemplare di faina

Nei boschi che quasi ininterrottamente ricoprono le sponde del rio Tassaro vivono e si riproducono numerose specie di mammiferi come il cervo europeo, il daino, il capriolo, il cinghiale, il lupo grigio appenninico, la volpe rossa, il gatto selvatico, il tasso, l'istrice, la puzzola, la faina, il riccio europeo, lo scoiattolo rosso, il ghiro, il moscardino e numerose altre specie di micromammiferi come ad esempio le crocidure, il toporagno appenninico, il toporagno d'acqua (Neomys fodiens) o il piccolissimo mustiolo.

### Uccelli

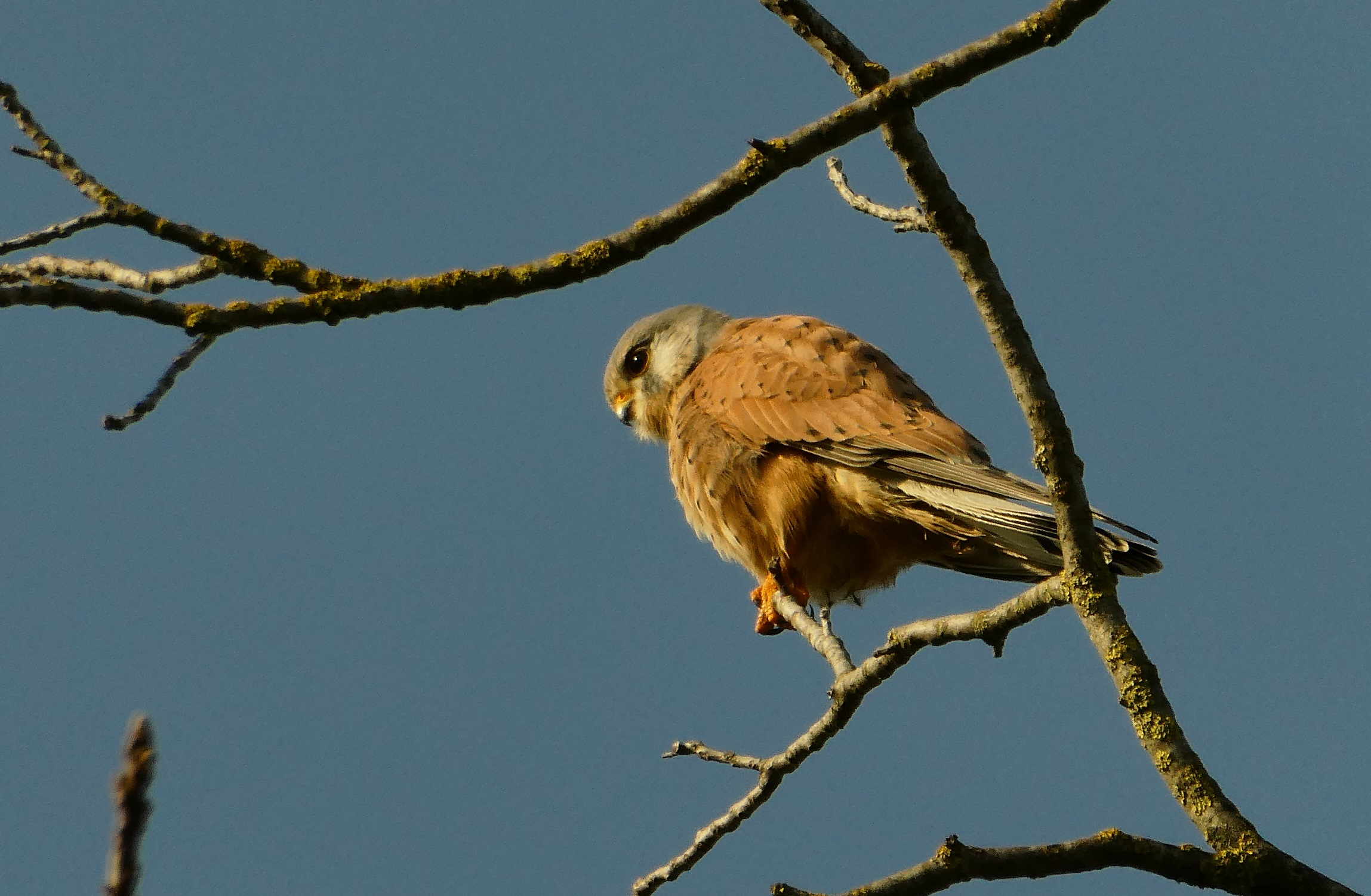
Maschio di gheppio (Falco tinnunculus)

Straordinariamente diversificata è anche l'avifauna che si compone in particolare di specie adattatesi a vivere in ambienti forestali come l'astore, lo sparviere, la beccaccia, la tordela o il tordo bottaccio. Nelle fresche acque del rio Tassaro non è raro imbattersi nel merlo acquaiolo o nella ballerina gialla; tra i rapaci notturni comuni sono l'allocco, il barbagianni e il gufo comune che ama nidificare tra i rami dei più alti pini silvestri che qui formano piccoli nuclei puri.
Tra i rapaci diurni, oltre a quelli già menzionati, non difficili da osservare sono la poiana comune, il falco pecchiaiolo, il biancone e il gheppio.

## Fauna invertebrata

### Molluschi

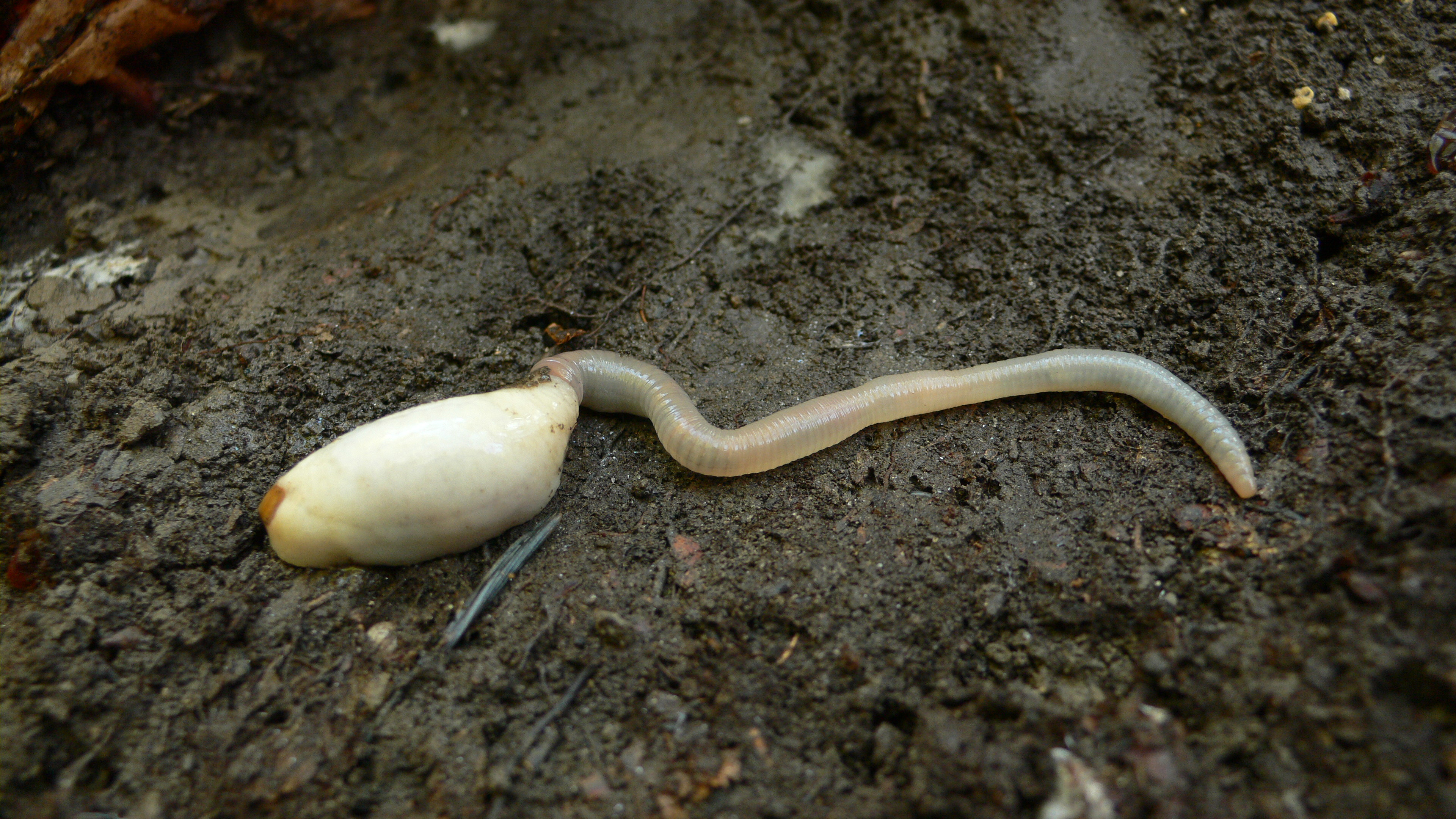
Esemplare di Testacella scutulum intenta a nutrirsi di un lombrico.

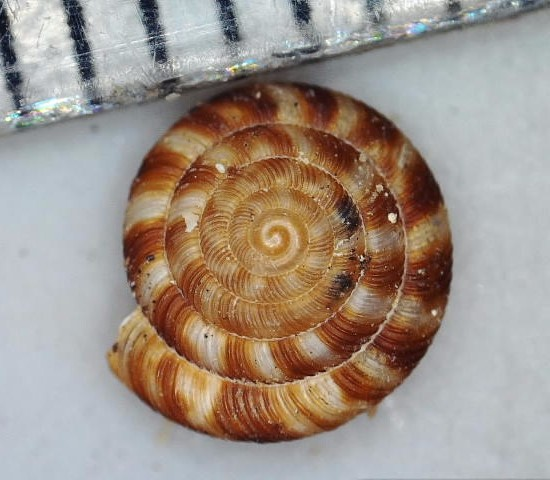
Conchilgia di Discus rotundatus, un gasteropode presente anche nell'area protetta, la scala in alto riporta i millimetri

In prossimità delle rive, dove il terreno è più umido o dopo abbondanti piogge, non raro incontrare un piccolo gasteropode terrestre che si nutre di lombrichi ed appartenente alla famiglia Testacellidae: Testacella scutulum; si tratta di una limaccia che presenta all'estremità posteriore del corpo un residuo vestigiale della conchiglia, piccolissima e ridotta in pratica all'ultimo giro. È una specie ipogea (cioè che vive sotto la terra) che presenta una caratteristica colorazione giallastra con occhi ormai del tutto atrofici. Numerose altre specie di molluschi popolano i diversi ambienti del rio Tassaro tra le quali citiamo ad esempio: Renea elegantissima, Pomatias elegans, Carychium tridentatum, Vertigo antivertigo, Vertigo pygmaea, Truncatellina callicratis, Truncatellina cylindrica, Sphyradium doliolum, Granaria illyrica, Granaria variabilis, Pupilla muscorum, Argna biplicata, Vallonia costata, Vallonia Pulchella, Acanthinula aculeata, Chondrula tridens, Jaminia quadridens, Ena obscura, Punctum pygmaeum, Helicodiscus singleyanus, Discus rotundatus, Vitrea subrimata, Aegopinella nitens, Retinella olivetorum, Nesovitrea hammonis, Oxychilus clarus, Oxychilus draparnaudi, Cepaea nemoralis, Helix lucorum, Helicodonta obvoluta, Ciliella ciliata, Cernuella cisalpina, Hygromia cinctella, Macrogastra plicatula, Macrogastra attenuata, Charpentieria itala, Cochlodina comensis, Cochlodina laminata, Cecilioides veneta, ecc…

### Artropodi

#### Crostacei

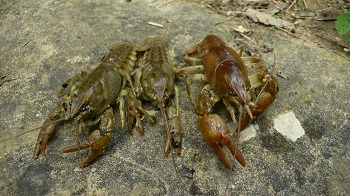
Esemplari adulti di gambero di fiume

Numerose le specie di artropodi finora censiti in valle. Per quanto riguarda il gruppo dei crostacei, nelle fredde acque delle numerose sorgenti che scaturiscono in diversi luoghi di questo bacino orografico vivono alcune specie dell'anfipode Niphargus: si tratta di un piccolo gammaride stigobio (cioè che vive in un ambiente acquatico sotterraneo), privo di occhi e completamente depigmentato che vive unicamente nelle acque fredde sotterranee, cibandosi delle particelle organiche che riesce a raccogliere fra il detrito. Altro crostaceo anfipode detritivoro presente nelle acque del Rio Tassaro è l'Echinogammarus stammeri. È inoltre ancora presente in discreto numero il gambero di fiume (Austropotamobius pallipes) che necessita per vivere di acque fresche e ben ossigenate.

#### Coleotteri
Molto ricca e diversificata è anche la fauna dei coleotteri. Tra i Cerambicidi citiamo Morimus asper, grosso e caratteristico coleottero dalle lunghe antenne facilmente osservabile in estate presso le cataste di legname, Saperda punctata piccolo ed elegante coleottero che purtroppo, a  causa della sempre minor frequenza di grosse piante di olmo, a cui la specie è infeudata, è divenuto ormai scarso, Cerambyx welensii specie particolarmente protetta ai sensi della legge regionale 15/2006. Tra i Meloidi citiamo Meloe violaceus le cui larve si sviluppano a spese delle uova e del miele delle api ed Epicauta rufidorsum qui ancora comune, ma ormai molto rarefatto in tutt'Italia. Numerose le specie di Scarabeidi rinvenute, come il grande cervo volante Lucanus cervus oggi protetto ai sensi della legge regionale 15/2006, ma un tempo ricercato per le sue “corna” ritenute un prezioso amuleto portafortuna. È qui presente sia nella forma tipica sia nella forma capreolus caratterizzata, nel maschio, da capo più stretto e mandibole più piccole e dritte. Attivo al crepuscolo, nonostante la mole è un discreto volatore raggiungendo velocità di 6 km/h. Da adulto si nutre della linfa che ricava eseguendo erosioni sulla corteccia degli alberi; le larve invece vivono a spese del legno di alberi morti e il loro sviluppo può richiedere anche 5 anni. Tra i Lampiridi, comunemente chiamati lucciole, che qui si possono incontrare, citiamo Lampyris noctiluca, attivo predatore di chiocciole, Luciola lusitanica molto diffusa in zona e la, invece, ormai poco comune Luciola italica.

#### Lepidotteri
La grande varietà floristica di quest’area scarsamente antropizzata e con una grande molteplicità ambientale offre nutrimento e rifugio ai bruchi e agli adulti di numerose farfalle sia diurne che notturne. Per quanto riguarda la famiglia degli Esperidi, nei biotopi erbosi, e facile imbattersi nell’esperia della malva Pyrgus malvoides Elwes & Edwards, 1897 i cui bruchi si cibano di piante appartenenti ai generi Fragaria e Potentilla. Comuni sono anche l’esperia dei boschi Ochlodes venatus Bremer & Grey, 1853, il falso pirgo dell’alcea Carcharodus alceae Esper, 1780, il falso pirgo della lavatera Carcharodus lavatherae Esper, 1780, l’atteone Thymelicus acteon Rottemburg, 1775, la comma  Hesperia comma L., 1758 . Poco comune e localizzato è invece il morfeo Heteropterus morpheus Pallas, 1771.

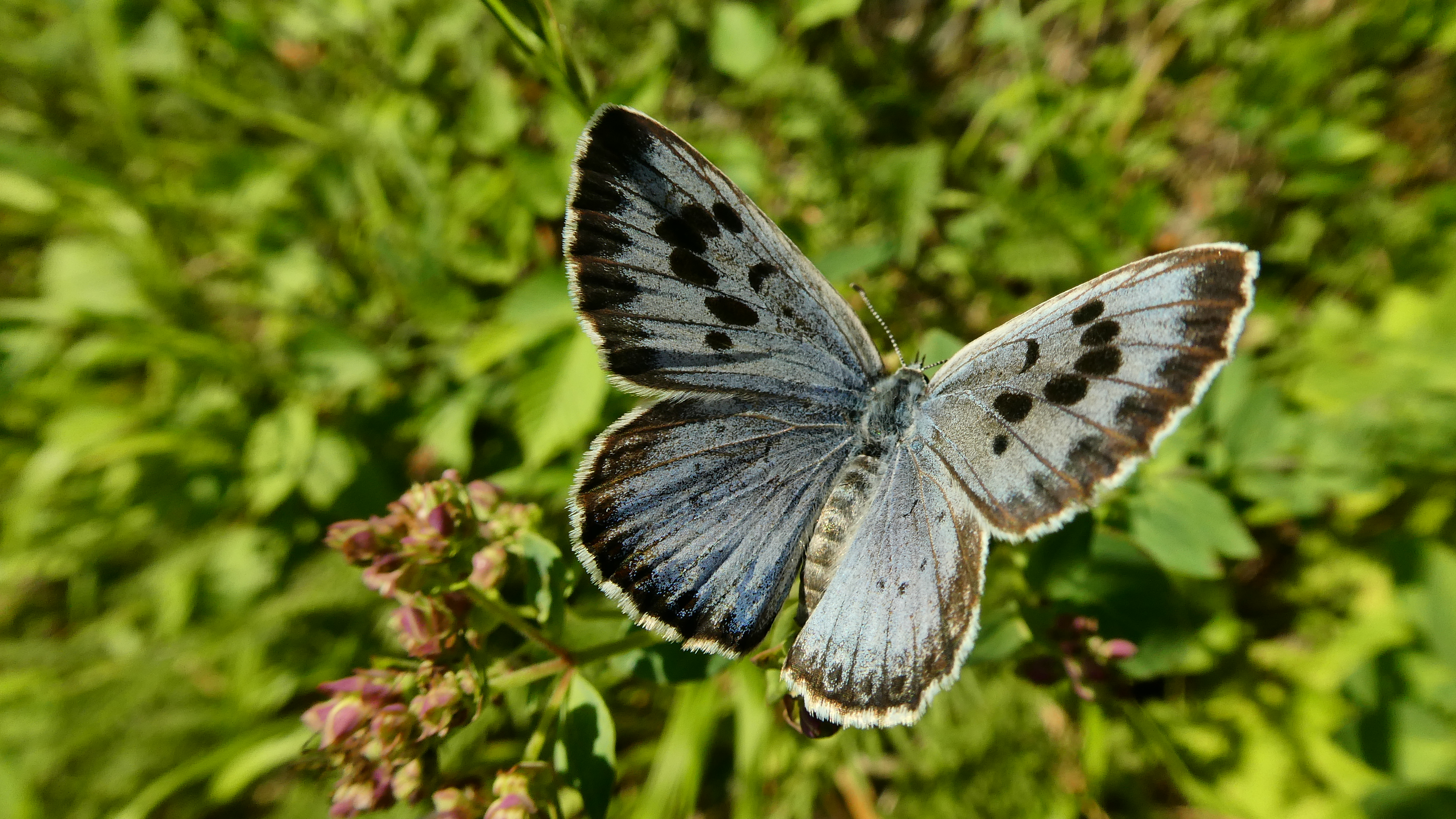
Femmina di licena del timo, specie particolarmente protetta ai sensi della Legge Regionale 15/2006

Tra i Licenidi si segnalano le seguenti specie: Favonius quercus (L., 1758) i cui bruchi si sviluppano a spese delle foglie di quercia, Celastrina argiolus (L., 1758), Polyommatus icarus (Rottemburg, 1775) i cui bruchi spesso arrecano danni ai medicai, Polyommatus escheri f.ma subappennina (Hübner, 1823), Polyommatus coridon (Poda, 1761), Plebejus argus (L., 1758), Cupido argiades (Pallas, 1771), Aricia agestis (Denis & Schiffermüller, 1775) e Lycaeides idas (L., 1761). Più rara è invece la bella licena blu del timo  Maculinea arion L., 1758 che, come la specie precedente, è mirmecofila e il bruco negli ultimi stadi di crescita vive nutrendosi delle larve delle formiche del genere Myrmica. Questa specie è molto rara e si è estinta da molte località tanto da essere inserita nell’Allegato IV della Direttiva “Habitat”, nelle liste IUCN (LR/nt); è inoltre protetta dalla convenzione di Berna (all.II) del 1979 e risulta particolarmente protetta  ai sensi della legge Regionale 15/2006. 
Tra i Satiridi citiamo la maniola comune Maniola iurtina L., 1758, l’arcania Coenonympha arcania L.,1761, la ninfa minore Coenonympha pamphilus L., 1758, l’ipparchia del faggio Hipparchia fagi Scopoli, 1763, la galatea Melanargia galathea L., 1782, la megera Lasiommata megera L., 1767 e la meno comune mera Lasiommata maera L., 1758.

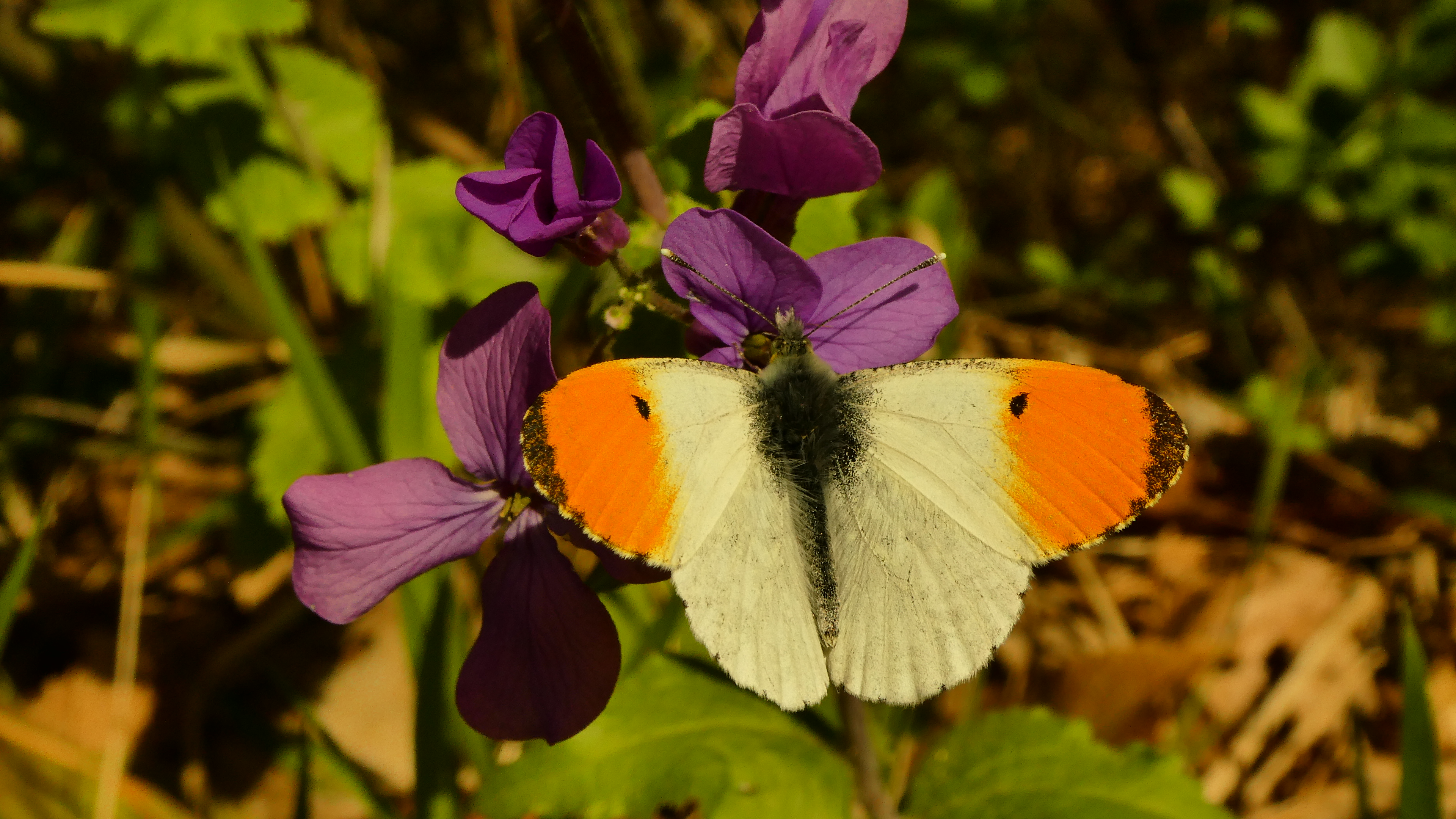
Aurora (Anthocharis cardamines)

I Pieridi che si possono facilmente osservare sono la cavolaia maggiore Pieris brassicae L., 1758 e quella minore Pieris rapae L., 1758, la pieride del biancospino Aporia crategi L., 1758, la pieride della senape Leptidea sinapis L., 1758, la pieride del navone  Pieris napi L.,1758, la limoncella Colias crocea Geoffroy, 1785, la cedronella Gonepteryx rhamni (L., 1758) e l'aurora Anthocharis cardamines L., 1758.

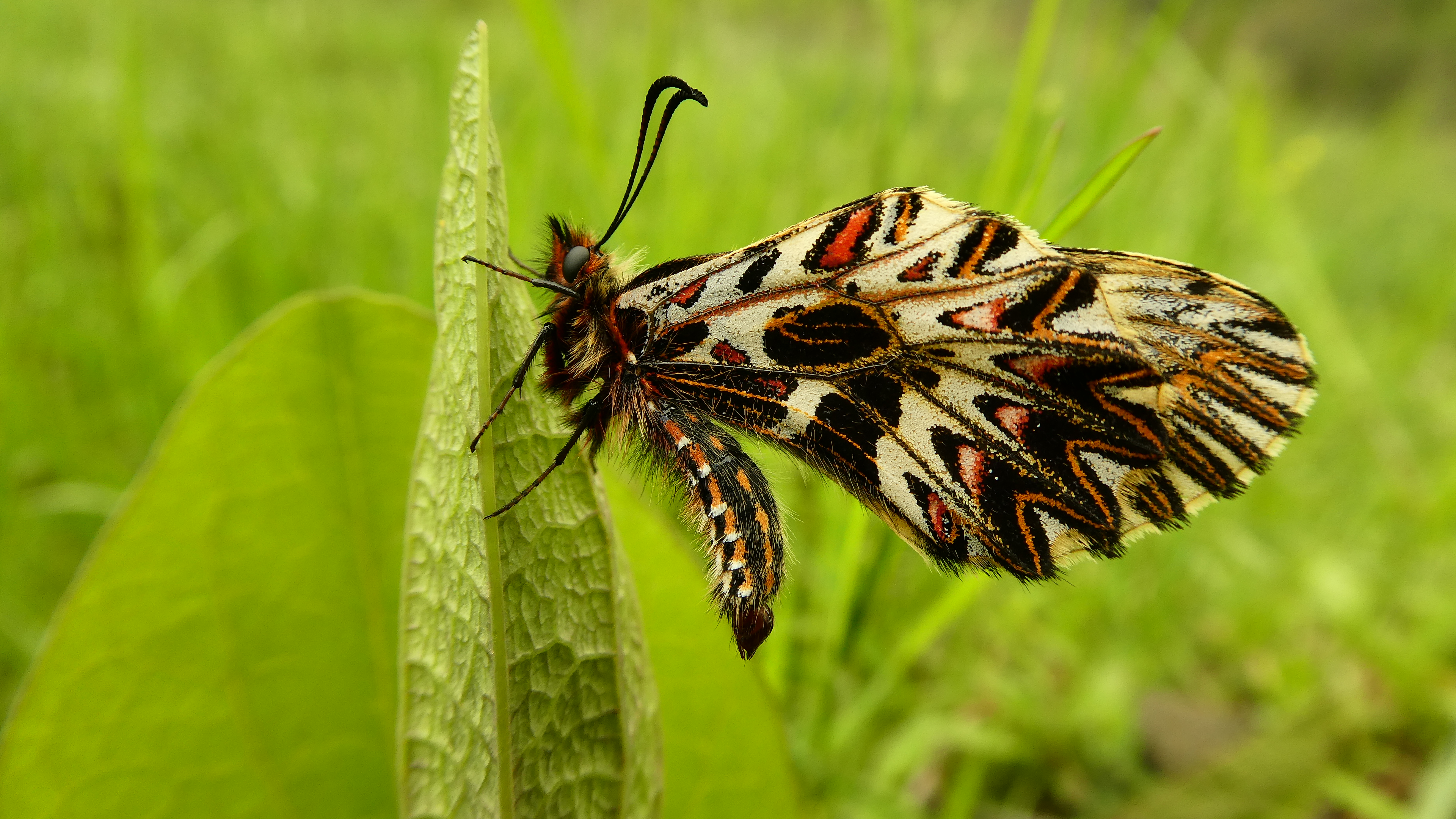
Maschio di Zerynthia cassandra

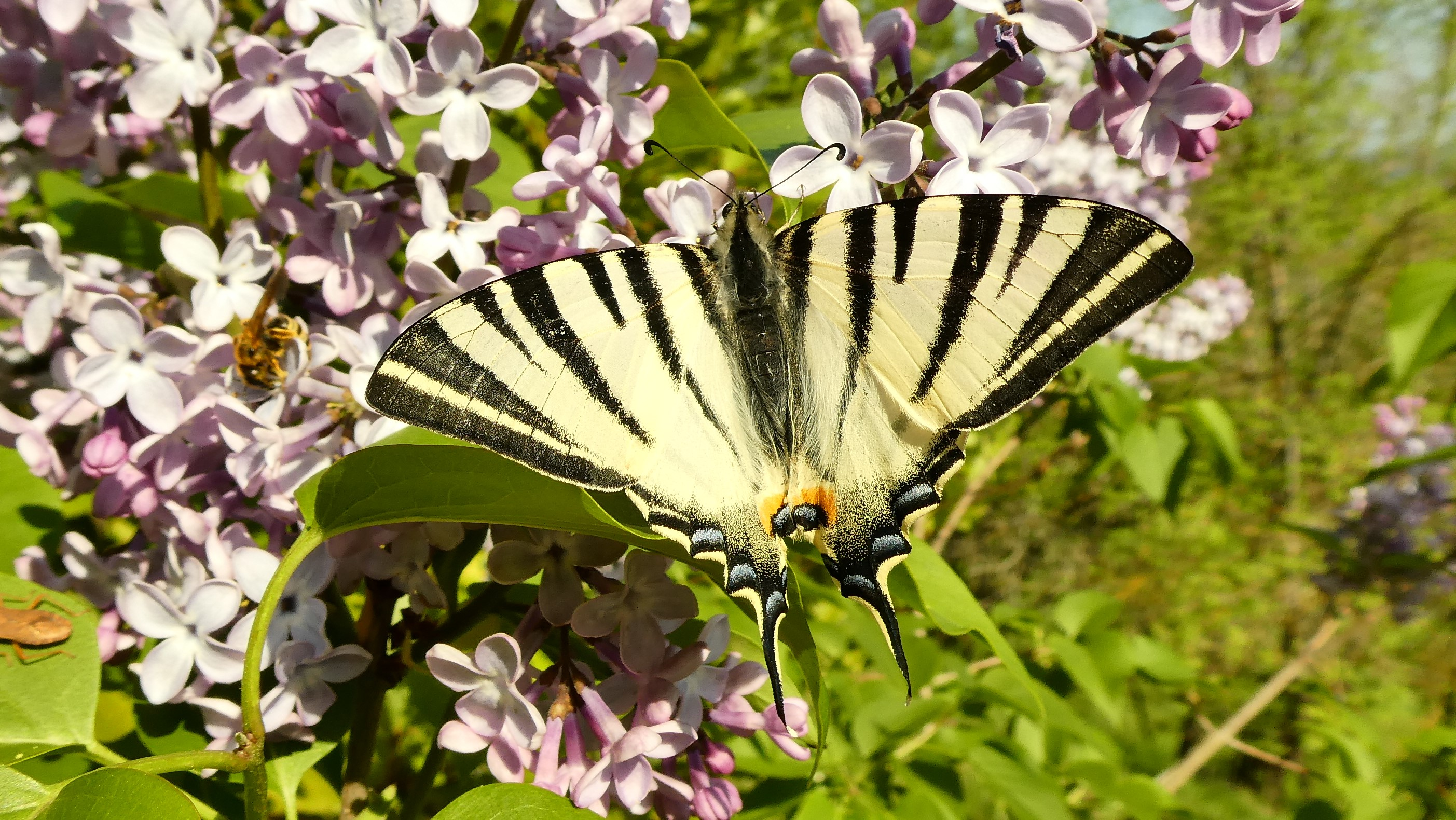
Esemplare di podalirio [Iphiclides podalirius

Tra i Papilionidi comuni sono il macaone Papilio machaon L., 1758 e il podalirio Iphiclides podalirius L., 1758. Presente anche una piccola popolazione dell’ormai poco comune Zerynthia cassandra (Geyer, [1828]); considerata tra le più belle farfalle diurne italiane.

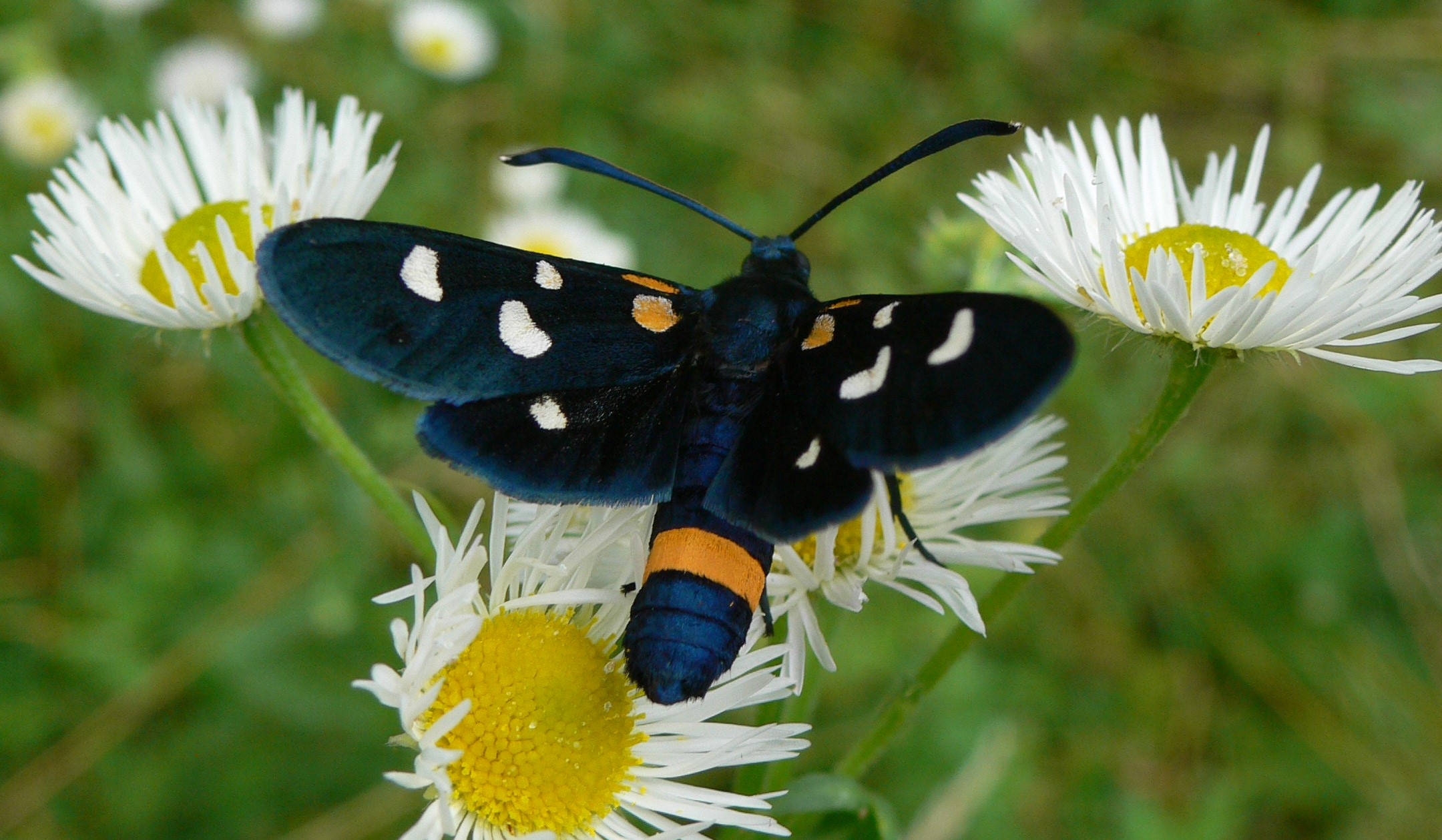
Zygaena ephialtes (Linnaeus, 1767)

Tra i Ninfalidi, comuni sono la vanessa io Inachis io L., 1758, il vulcano Vanessa atalanta L., 1758, il silvano azzurro  Limenitis reducta Staudinger, 1901, la vanessa c-bianco Polygonia c-album L., 1758, la pafia Argynnis paphia L., 1758,  l’aglaia Argynnis aglaja L., 1758, la Melitaea phoebe (Denis & Schiffermüller, 1775), la Melitaea didyma (Esper, 1778), la Melitaea athalia (Rottemburg, 1775), la vanessa multicolore Nymphalis polychloros L., 1758 e la Boloria dia (L., 1767). Presente anche la bella camilla Limenitis camilla L., 1764.
Gli Zigenidi, caratteristici per i loro vivaci e lucenti colori blu o verde con macchie rosse o gialle (indicatrici di non appetibilità), sono falene con abitudini diurne che è facile osservare in estate posate sui fiori; le specie presenti sono: Zygaena transalpina (Esper, [1780]), Zygaena filipendulae (L., 1758), Zygaena ephialtes (L., 1767), Zygaena oxytropis Boisduval, [1828], Zygaena loti (Denis & Schiffermüller, 1775), Zygaena carniolica (Scopoli, 1763), Zygaena viciae ([Denis & Schiffermüller], 1775) e Zygaena romeo Duponchel, 1835. Molto simile nell’aspetto alla Z. ephialtes, ma appartenente ad un'altra famiglia, è la comune fegea Amata phegea L., 1758 che si caratterizza per il volo pesante e rettilineo, per la macchia gialla toracica e per l’assenza delle macchie alari gialle. 

## Flora

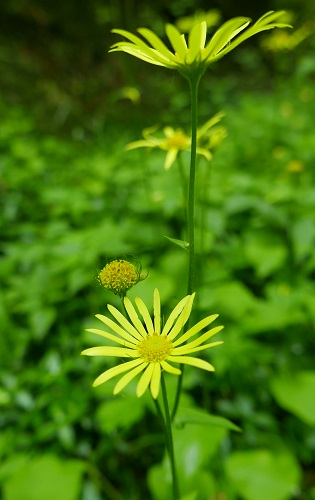
Il doronico medicinale (Doronicum pardalianches) è specie officinale che si trova sovente sulle sponde più ombrose del Rio Tassaro

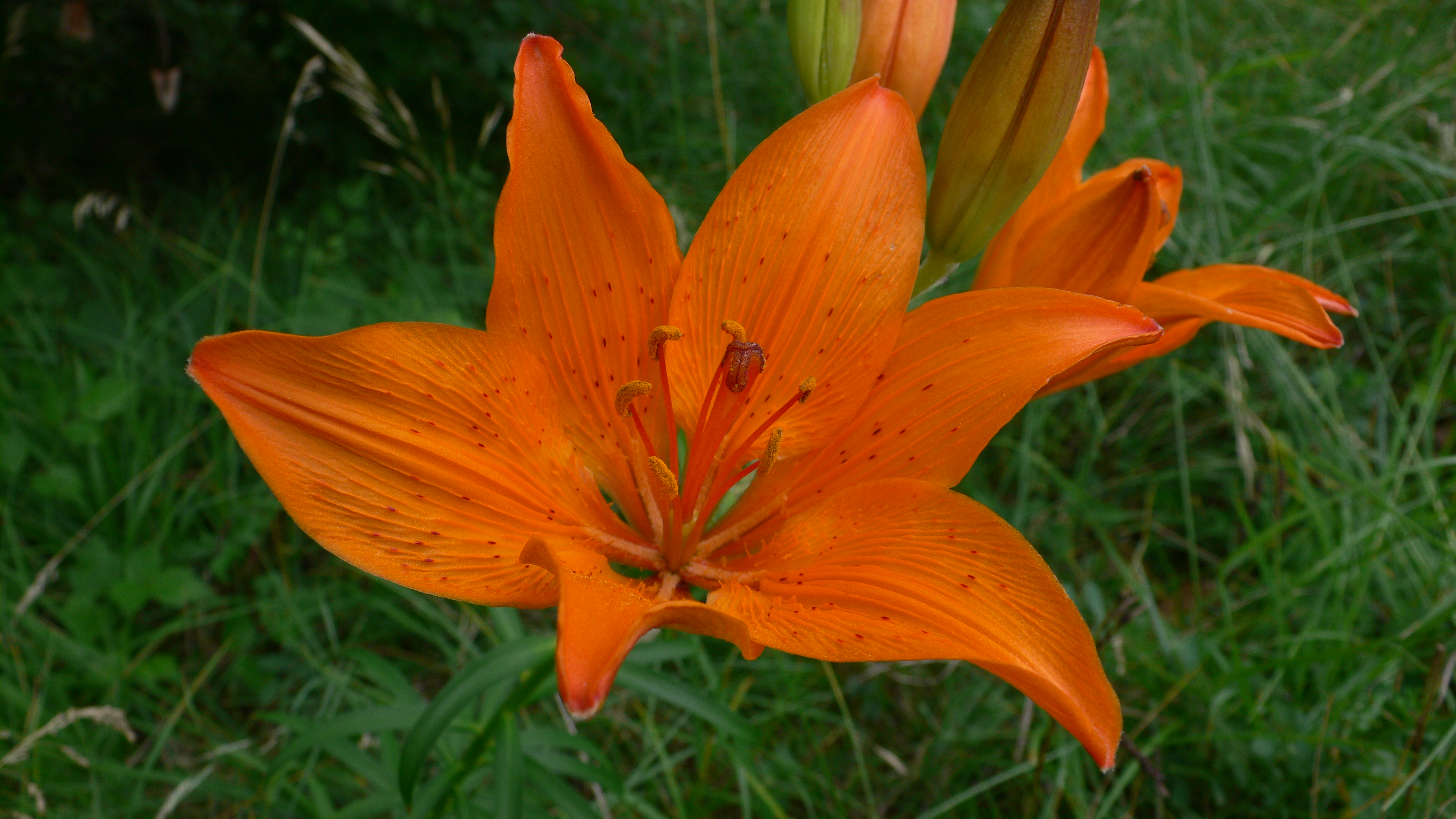
Giglio di San Giovanni (Lilium bulbiferum)

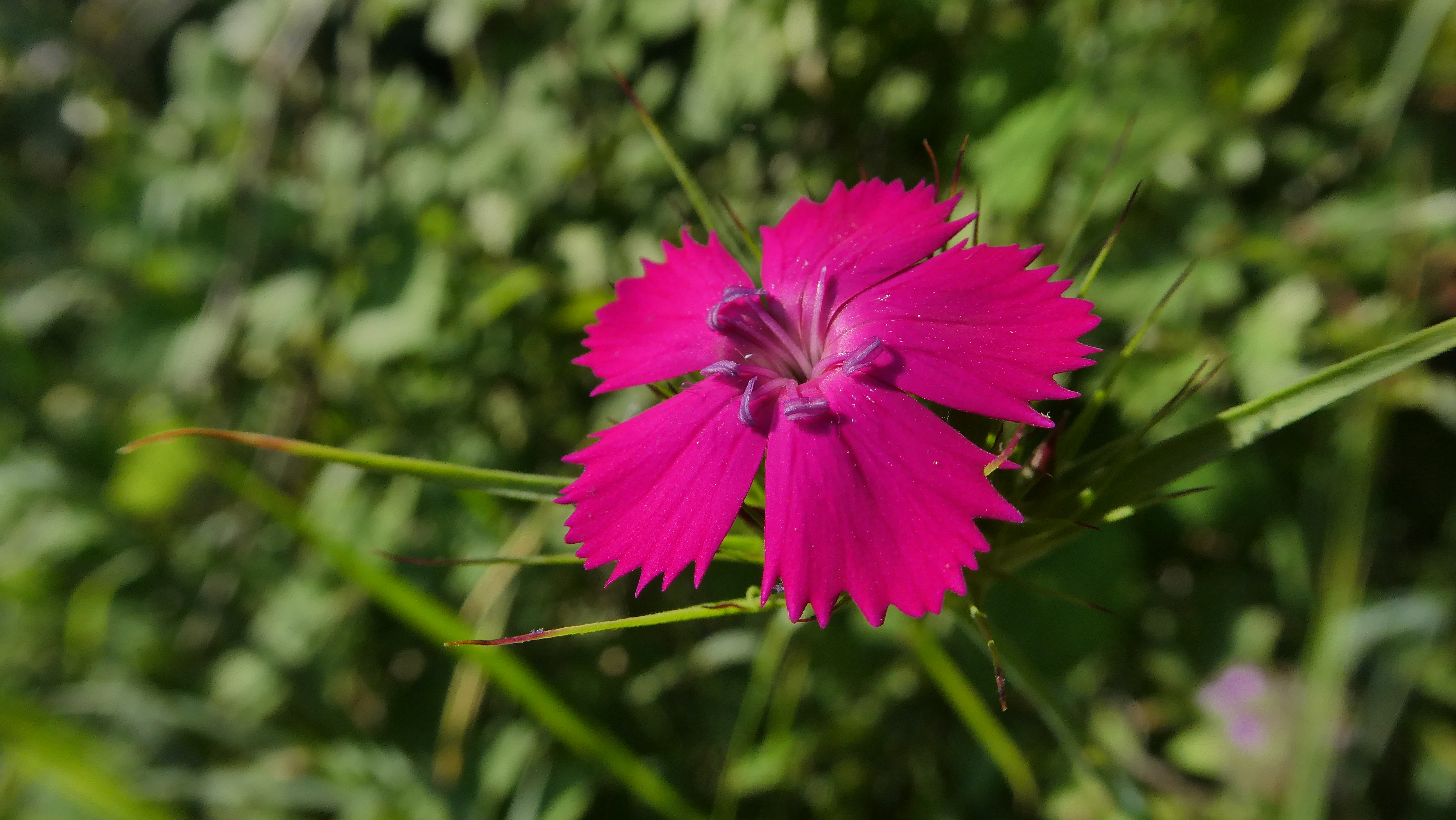
Dianthus balbisii

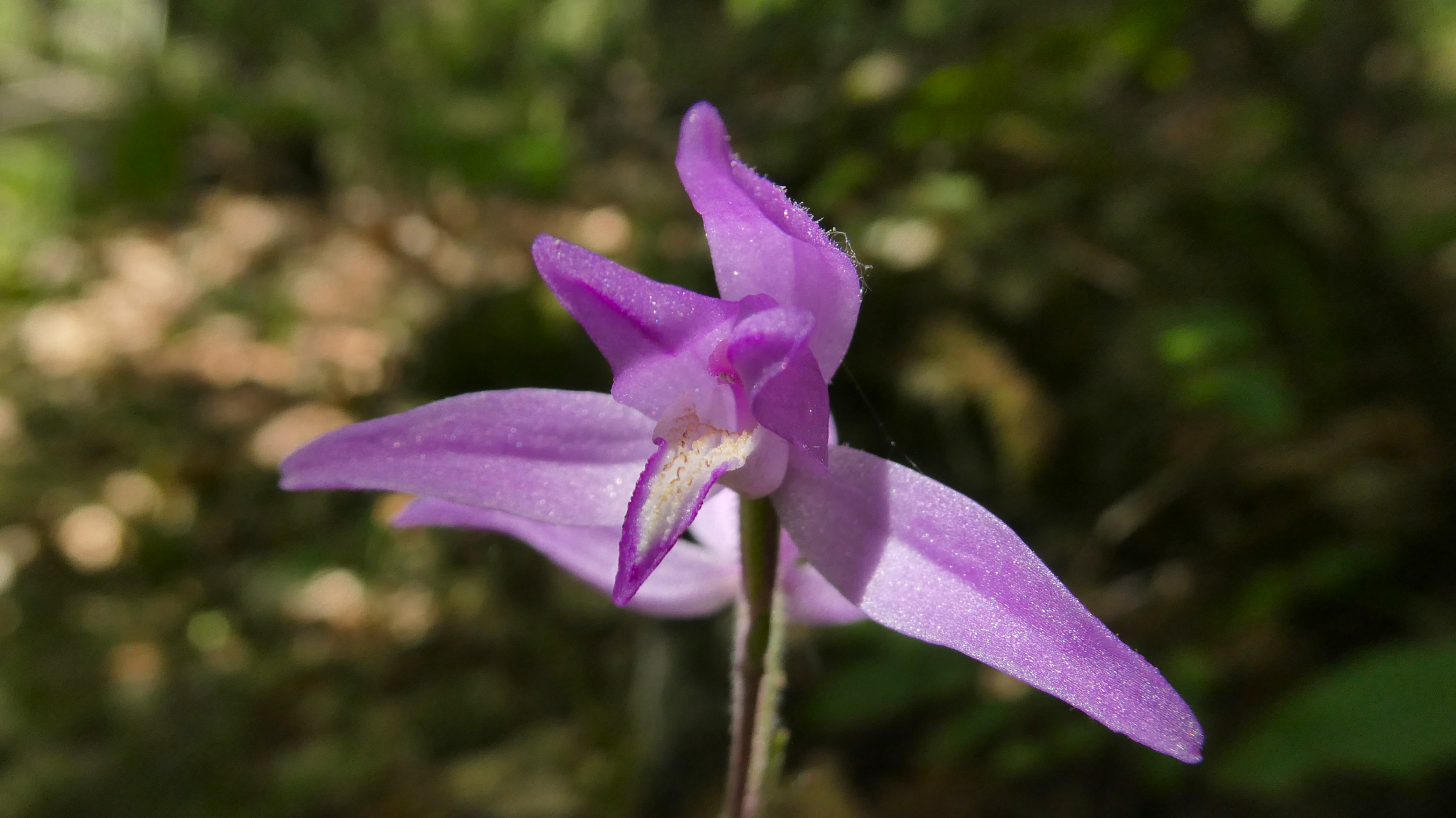
Cephalanthera rubra (L.)

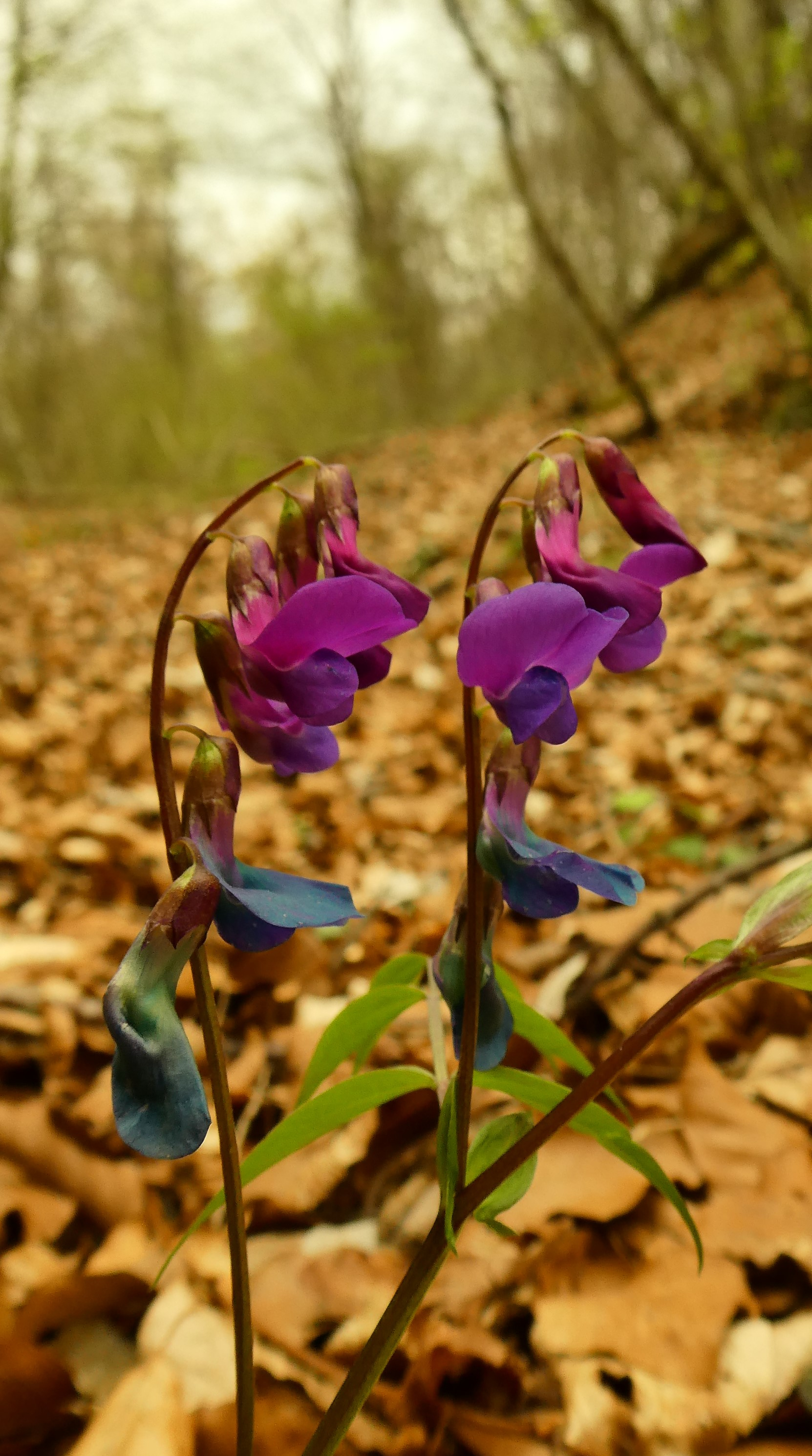
Cicerchia primaticcia (Lathyrus vernus)

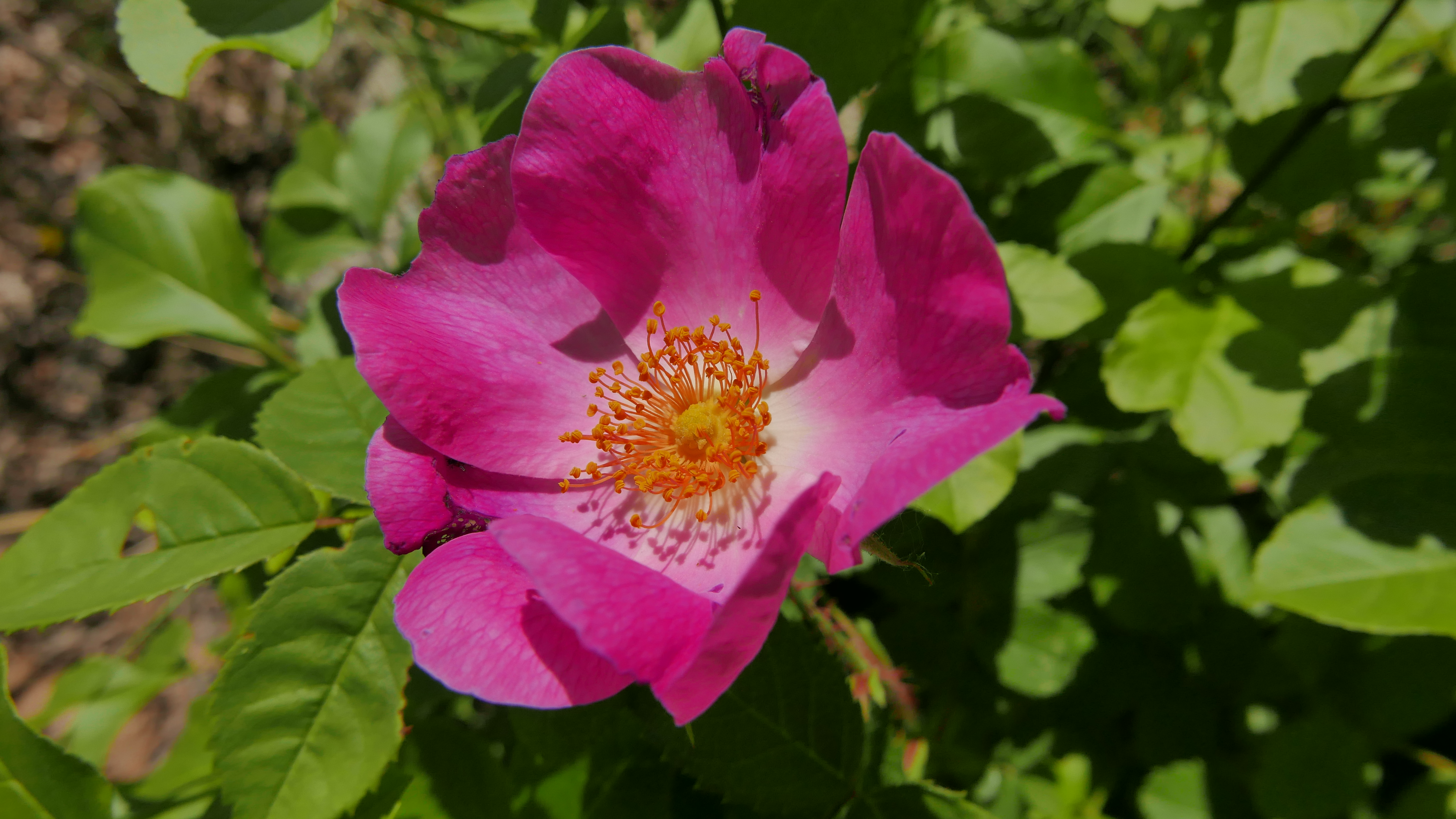
Rosa serpeggiante (Rosa gallica)

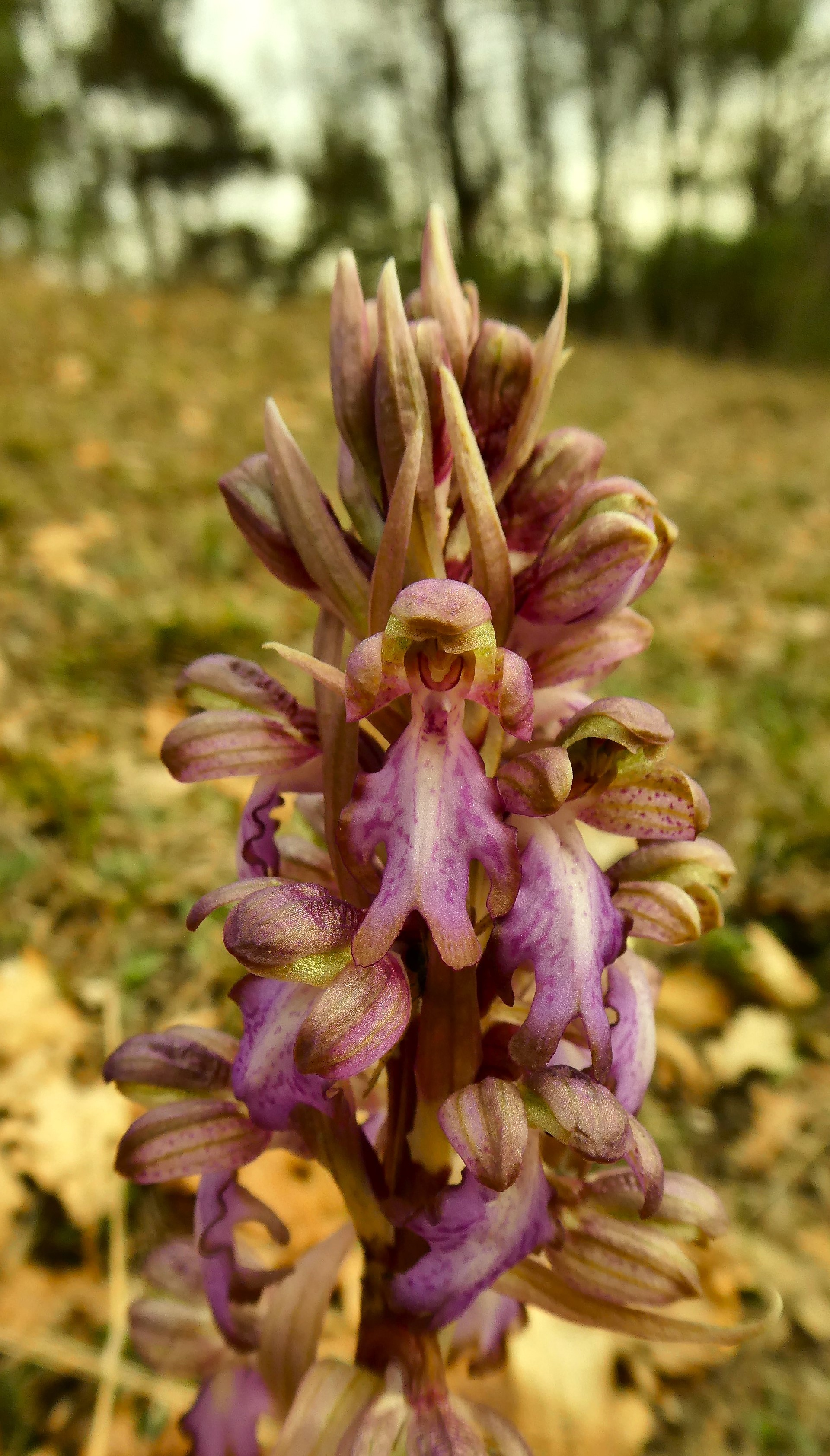
Orchidea Barlia robertiana

Molto ricca di specie è anche la componente vegetale presente nella Val Tassaro. La notevole diversità ambientale si ripercuote positivamente sulla ricchezza floristica dell'area che si discosta per alcuni aspetti da quella tipica della zona collinare della provincia di Reggio Emilia in cui l'area ricade. Presso le sponde del rio Tassaro e dei suoi affluenti, soprattutto nei tratti di forra, possiamo rinvenire specie tipiche del piano montano; ad esempio tra le latifoglie predomina il faggio associato all'ontano bianco, al carpino bianco e all'acero montano. Altre essenze arboree e arbustive che si rinvengono in prossimità delle rive di questo ruscello e dei suoi affluenti sono il pioppo nero, l’ontano nero, il sambuco, il salice bianco e il salice dell’Appennino, mentre la flora erbacea è rappresentata da numerose specie come ad esempio: Carex pendula, Scirpus sylvaticus, Geranium nodosum, Paris quadrifolia, Polygonatum odoratum, Pulmonaria officinalis, Senecio ovatus, Eupatorium cannabinum, Erythronium dens-cans, Lilium martagon, Atropa bella-donna, Anemonoides nemorosa, Ficaria verna, Alkekengi officinarum, Actaea spicata, Petasites hybridus, Tussilago farfara, Doronicum pardalianches, Lysimachia punctata, Hepatica nobilis, Mercurialis perennis, Aegopodium podagraria, Circaea lutetiana, ecc… Particolarmente copiose e suggestive risultano in primavera le fioriture delle Campanelline (Leucojum vernum) e della pervinca minore (Vinca minor).
Allontanandoci dal letto del ruscello incontriamo invece una flora più tipica del piano sub-montano; tra le essenze arboree e arbustive troviamo il cerro, il carpino nero, il maggiociondolo, il nocciolo, il caprifoglio, il ligustro, il sanguinello, la lantana, il corniolo, l’acero campestre, la fusaggine, lo scotano, l’acero opalo, il ciavardello, il sorbolo, il pioppo tremulo, il biancospino comune e il biancospino selvatico. In passato la valle del rio Tassaro ospitava anche numerose piantagioni di castagno da frutto, oggi quasi del tutto abbandonate; tale essenza arborea, originaria dell’Anatolia, se non adeguatamente coltivata tende nel tempo a soccombere e lasciare di nuovo spazio alle specie vegetali selvatiche come ad esempio le querce o i faggi.  Nei versanti più soggetti alla siccità estiva predomina una vegetazione di tipo xero-termofilo e la specie arborea dominante diventa la roverella associata all'orniello, alla ginestra odorosa, al ginepro, all'emero, al citiso comune, al citiso scuro, al citiso irsuto, all'erica arborea, ecc… Di notevole interesse nell'area, in quanto importante testimonianza delle passate vicissitudini paleo-climatiche, è la presenza del pino silvestre che forma spesso popolamenti quasi puri e da cui traggono origine alcuni toponimi locali come l’abitato di Pineto. Tale specie, pioniera ed eliofila, sarebbe legata a climi caratterizzati da un'impronta decisamente continentale-arida, ben diversi dal clima attuale della zona; pertanto la sua sopravvivenza è qui da ricercarsi unicamente nelle particolari condizioni edafiche che hanno causato fenomeni di pionierismo: continui e ripetuti dissesti idrogeologici che si sono protratti per tutto l’ultimo iterglaciale hanno creato continue opportunità di rinnovazione e diffusione per questa essenza arborea. Il sottobosco dei querceti è animato e ravvivato da una ricca e interessante flora composta ad esempio da: Helleborus viridis, Helleborus foetidus, Primula vulgaris, Lilium bubiferum, Aquilegia atrata, Ajuga reptans, Chaerophyllum temulum, Centaurea scabiosa, Cerastium holosteoides, Dioscorea communis, Orobanche gracilis, Symphytum tuberosum, Physospermun conubiense, Trifolium rubens, Lathyrus vernus, Trifolium medium, Trifolium montanum, Agrimonia eupatoria, Campanula medium, Campanula trachelium, Campanula rapunculus, Erodium cicutarium, Asperula rubra, Rubus ulmifolius, Rubus caesius, Euphorbia dulcis, Polygala nicaeensis, Geranium robertianum, Inula conyzae, Daphne laureola, Leucanthemum vulgare, Blackstonia perfoliata,  Linum viscosum, Lunaria annua, Silene latifolia, Genista tinctoria, Gladiolus italicus, Chamaeiris graminea, Dianthus balbisii, Galeopsis pubescens, Potentilla micrantha, Ornithogalum divergens, Ruscus aculeatus, Rosa agrestis, Rosa gallica, Scrophularia nodosa, Lamium galeobdolon,  Stachys recta, Scutellaria columnae, Vicia cracca, ecc…
Numerose specie di orchidee crescono all'interno della “Zona Speciale di Conservazione Rio Tassaro” tra le quali citiamo: Anacamptis morio, Anacamptis pyramidalis,  Barlia robertiana, Cephalanthera damasonium, Cephalanthera longifolia, Cephalanthera rubra, Dactylorhiza sambucina, Epipactis helleborine, Epipactis muelleri, Gymnadenia conopsea, Himantoglossum adriaticum, Limodorum abortivum, Neotinea tridentata, Neottia nidus-avis, Neottia ovata, Ophrys apifera, Ophrys bertolonii, Ophrys holosericea, Ophrys insectifera, Ophrys classica, Orchis provincialis, Orchis purpurea, Orchis simia, Platanthera bifolia, Platanthera chlorantha, Serapias vomeracea.

## Escursioni
Il sentiero 670 attraversa la valle collegando Scalucchia con Spigone. C'è una variante che collega il sentiero 670 con il 660 passante attraverso il borgo Pineto.

## Strutture ricettive
Il centro di educazione ambientale e centro visita della Val Tassaro (Sito Rete Natura 2000 “IT4030022 - ZSC - Rio Tassaro")  è situato in località Crovara di Legoreccio (comune di Vetto) presso l'ostello "La rupe di San Giorgio"; qui oltre alla possibilità di pernottamento e ristoro, è possibile visitare un piccolo museo storico-naturalistico, in cui la civiltà contadina di questa valle incontaminata rivive ancora oggi grazie agli oggetti, libri e pannelli didattici in mostra. Alcune vetrine sono interamente dedicate alla parte naturalistica e in esse sono stati raccolti diversi reperti (minerali, fossili, animali, ecc...) che illustrano la straordinaria ricchezza scientifica e culturale di questa preziosa area.